# پاچتا
پاچتا (انگلیسی: Pacheta؛ زادهٔ ۲۳ مارس ۱۹۶۸) بازیکن سابق و مربی فوتبال اهل اسپانیا است.
از باشگاه‌هایی که در آن بازی کرده‌است می‌توان به باشگاه فوتبال هرکولس، باشگاه فوتبال اسپانیول، و باشگاه فوتبال نومانسیا اشاره کرد.